# Zhoř (Krakovec)
Zhoř (dříve Hořkow, Hořkau) je malá vesnice, část obce Krakovec v okrese Rakovník ve Středočeském kraji.

## Historie
První písemná zmínka o vesnici pochází z roku 1383. V roce 1410 vesnice patřila ke krakoveckému panství, které tehdy koupil Jindřich Lefl z Lažan.

## Obyvatelstvo
| Rok            | 1869 | 1880 | 1890 | 1900 | 1910 | 1921 | 1930 | 1950 | 1961 | 1970 | 1980 | 1991 | 2001 | 2011 | 2021 |
| -------------- | ---- | ---- | ---- | ---- | ---- | ---- | ---- | ---- | ---- | ---- | ---- | ---- | ---- | ---- | ---- |
| Počet obyvatel | 95   | 88   | 138  | 150  | 125  | 124  | 90   | 40   | 65   | 56   | 54   | 45   | 32   | 24   | 24   |
| Počet domů     | 15   | 16   | 16   | 18   | 16   | 15   | 15   | 15   | 15   | 11   | 10   | 12   | 15   | 14   | 14   |

## Obecní správa
Při sčítání lidu v letech 1850–1979 Zhoř byla osadou obce Krakovec v okrese Rakovník. Od 1. ledna 1980 do 23. listopadu 1990 byla částí obce Panoší Újezd v okrese Rakovník. Od 24. listopadu 1990 je opět částí obce Krakovec v okrese Rakovník.